# Глубокая Долина (Винницкая область)
Глубокая Долина (укр. Глибока Долина) — село на Украине, находится в Мурованокуриловецком районе Винницкой области.
Код КОАТУУ — 0522884002. Население по переписи 2001 года составляет 76 человек. Почтовый индекс — 23442. Телефонный код — 4356.
Занимает площадь 0,404 км².

## Адрес местного совета
23452, Винницкая область, Мурованокуриловецкий р-н, с. Лучинчик, ул. Ленина, 26